# Orto-Vanilina
orto-Vanilina ou o-Vanilina (2-hidroxi-3-metoxibenzaldeído) é um composto orgânico com a fórmula molecular C8H8O3. É um derivado substituído do benzaldeído com um grupo hidroxila adicional e um grupo metóxi.
Apresenta-se quando substância pura como um sólido e está presente nos óleos essenciais de muitas plantas. Seus grupos funcionais incluem aldeído, éter e fenol, e é distintamente diferente de seu isômero mais prevalente, a vanilina. O prefixo "orto-" refere-se à posição da fração hidroxila do composto, a qual é encontrada na posição "para-" na vanilina.
| Fórmula estrutural da orto-vanilina | Estrutura da vanilina |
| orto-Vanilina                       | Vanilina              |
orto-Vanilina é um sólido cristalino, fibroso, amarelo brilhante. Diferentemente de seu mais bem conhecido análogo, o-vanilina não tem o odor intenso e característico de baunilha. Presente em uma variedade de produtos alimentares, não é especificamente procurado, e é, portanto, um aditivo alimentar menos comummente produzido e disponível.

## História
orto-Vanilina foi primeiro isolada, em 1876, pelo renomado químico alemão Ferdinand Tiemann.  Em torno de 1910, métodos para sua purificação foram desenvolvidos por Francis Noelting, que similarmente demonstrou a sua versatilidade como um precursor sintético geral para um conjunto diverso de compostos, tais como as cumarinas.
Em torno de 1920, o composto iniciou a apresentar uso como um corante para peles.

## Propriedades biológicas
orto-Vanilina é nociva se ingerida, irritante aos olhos, pele e sistema respiratório, mas tem um inconfundível alto DL50 de 1330 mg/kg em camundongos.
É um fraco inibidor de tirosinase, a apresenta tanto propriedades antimutagênicas e comutagênicas em Escherichia coli. No entanto, o seu efeito em balanço (resultado final) torna-o um “potente comutagênico.”
orto-Vanilina possui propriedades antifúngica e antibacteriana moderadas.

## Usos
Hoje, a maior parte da orto-vanilina é usada no estudo de mutagênese e um precursor sintético para fármacos, tais como as cumarinas.